# Desulfotomaculum
Desulfotomaculum è un genere di batteri appartenente alla famiglia delle Peptococcaceae.
La maggior parte delle specie del genere è di recente scoperta ed hanno il loro habitat in ambienti termali.